# Sebastian Jäger
Sebastian Jäger (* 3. April 1981 in Herford) ist ein deutscher Schauspieler und Unternehmer.

## Leben

### Schauspieler
Sebastian Jäger, geboren in Nordrhein-Westfalen, war erstmals im Fernsehen in der TV-Serie Freunde – Das Leben geht weiter zu sehen. Darin spielte er von 2005 bis 2006 die Rolle des Robert Thomas Reiter. Von Mai 2006 bis November 2009 wirkte er in der Sat.1-Serie  Lenßen & Partner als  Sebastian Thiele mit. In diesen Jahren absolvierte Jäger parallel seine Schauspielausbildung auf einer Privatschule. Ende 2009 stand er für Lenßen – Der Film vor der Kamera. 
Neben diversen eigenen Filmprojekten spielte er 2011 in dem TV-Film Der Tod der Sünde in der Krimireihe Mord in bester Gesellschaft den Hannes Wildgruber. 2012 spielte er die Rolle des Superhelden in einem Werbespot von Generali, sowie eine Rolle in Aktenzeichen XY ungelöst.
In der Serie Lebenslänglich Mord des Bayerischen Rundfunks spielt Sebastian Jäger 2013 den Kollegen Kay Wolff von Kriminaloberrat Josef Wilfling, dargestellt von Klaus Meile.

### Musiker

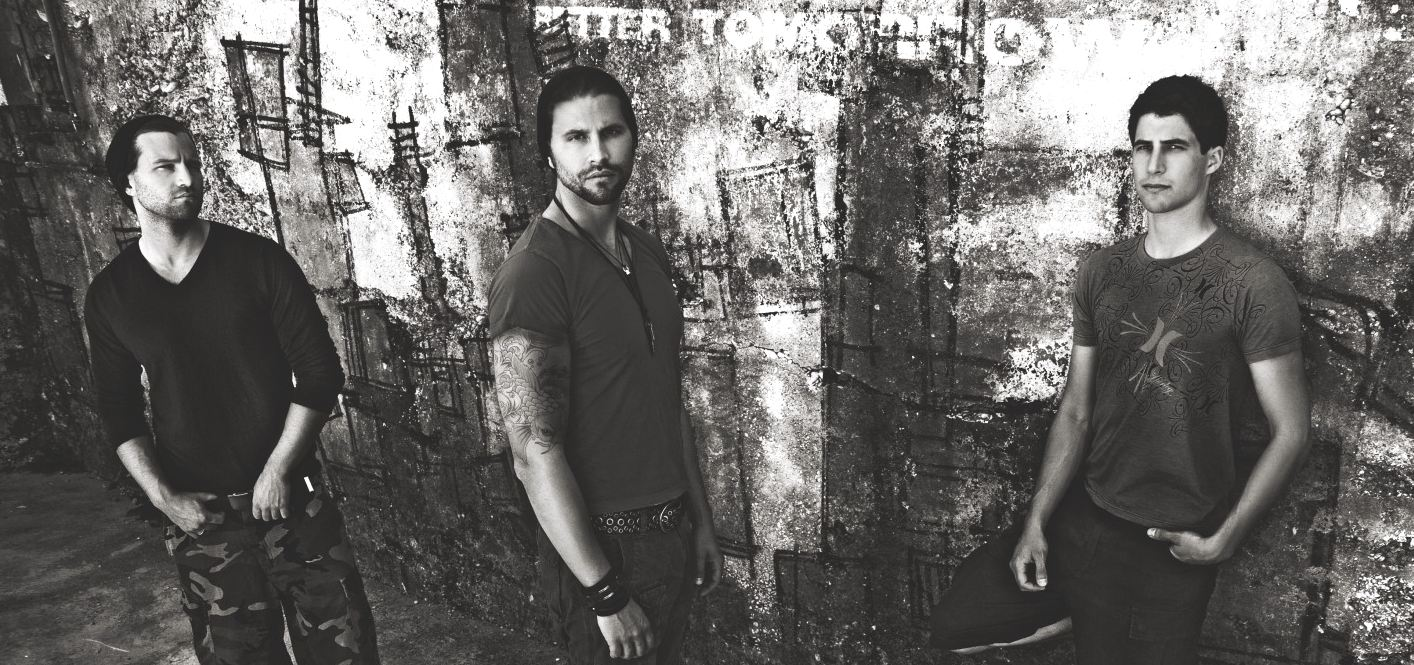
Sebastian Jäger (Mitte) mit Band Markus Jäger, Julian Eitel (v.l.)

Sebastian Jäger ist Sänger, Gitarrist und Songwriter seiner eigenen Band Better Tomorrow, die er zusammen mit seinem Bruder Markus Jäger am Schlagzeug und Julian Eitel am Bass führt.
2010 wurde der Song Last Goodbye als Opener für das TV-Format The Secret auf Pro7 platziert. Im selben Jahr wurde das erste Musikvideo veröffentlicht. Im Juni 2011 erschien das erste Album mit dem Titel Home is Where Your Heart is zusammen mit zwei weiteren Musikvideos. 2012 war Sebastian Jäger beim Ach&Krach Charity Festival in Göppingen mit seiner Band zu sehen.
Sebastian Jäger modelt für diverse Agenturen, unter anderen Klee Models, Instyle Models und Zimt Models. 2007 veröffentlichte er eine eigene T-Shirt-Linie.
Jäger gründete um 2016/2017 die Firma Winged Dreams. Im Jahre 2018 wurde das Unternehmen umfirmiert in die Jaeger Innovation GmbH, deren Kernkompetenz in der Entwicklung, Prototyping und Herstellung zukunftsweisender Technologien und technischer Produkte liegt. Erst als interne Marketingabteilung ins Leben gerufen, wurde im Jahr 2019 die Agentur Cutting Colors als Unternehmen der Jaeger Innovation GmbH gegründet.

## Filmografie
- 2003–2006: Die Abschlussklasse (Fernsehserie)
- 2005–2006: Freunde – Das Leben geht weiter (Fernsehserie)
- 2005: Dämmerung
- 2006–2009: Lenßen & Partner (Fernsehserie)
- 2007: Gefangen im Augenblick
- 2009: Lenßen – Der Film (Fernsehfilm)
- 2011: Mord in bester Gesellschaft – Der Tod der Sünde (Fernsehserie)
- 2012: Aktenzeichen XY … ungelöst (Fernsehsendung)
- 2013: Lebenslänglich Mord
- 2013: Dahoam is Dahoam (Fernsehserie)

## Diskografie
- 2011: Better Tomorrow – Home is Where Your Heart is